# Jean Dargassies
Jean Dargassies (15 de julho de 1872, Grisolles, França - 7 de agosto de 1965, Grisolles, França) é um ciclista francês. Atuou profissionalmente entre os anos de 1903 a 1907 

## Participações no Tour de France
- Tour de France 1903 : décimo primeiro na classificação geral.
- Tour de France 1904 : quarto na classificação geral
- Tour de France 1905 : abandonou na 1ª etapa
- Tour de France 1907 : abandonou na 5ª etapa

## Premiações
- 2º colocado - Bordeaux-Paris 1904